# The Way We Walk, Volume One: The Shorts
The Way We Walk, Volume One: The Shorts è il quarto album live dei Genesis, pubblicato nel novembre 1992.
Le registrazioni sono tratte dal We Can't Dance Tour del 1992 tranne i brani Mama, That's All e In Too Deep registrati durante l'Invisible Touch Tour del 1987. Tutti i brani contenuti in quest'album erano stati pubblicati, nella loro versione in studio, anche come singoli.
Al disco, come da titolo, fece seguito la pubblicazione nel gennaio 1993 di un secondo volume: The Way We Walk, Volume Two: The Longs.

## Tracce
Testi e musiche di Tony Banks, Phil Collins e Mike Rutherford.
1. Land of Confusion – 5:16
2. No Son of Mine – 7:05
3. Jesus He Knows Me – 5:23
4. Throwing It All Away – 6:01
5. I Can't Dance – 6:55
6. Mama – 6:50
7. Hold on My Heart – 5:40
8. That's All – 4:59
9. In Too Deep – 5:36
10. Tonight, Tonight, Tonight – 3:35
11. Invisible Touch – 5:41

## Formazione
- Tony Banks - tastiere, cori
- Phil Collins - voce, batteria, percussioni
- Mike Rutherford - basso, chitarra, cori

Componenti addizionali
- Daryl Stuermer - chitarra, basso, cori
- Chester Thompson - batteria